# Décès en 1207
Décès
- 1203
- 1204
- 1205
- 1206
- 1207
- 1208
- 1209
- 1210
- 1211

Cette page dresse une liste de personnalités mortes au cours de l'année 1207 :
- 4 janvier : Simon II de Lorraine, duc de Lorraine.
- mars : Erling Steinvegg, prétendant du parti  des Bagler au trône de Norvège et anti-roi.
- 3 mai : Fujiwara no Kanezane, fondateur de la famille Kujō.
- 17 mai : Lambert de Bruges, évêque de Thérouanne.
- 6 juin : Gerardo dei Tintori, religieux catholique italien et saint patron de Monza.
- 13 juillet : Heinrich von Heßberg, évêque de Wurtzbourg.
- 4 septembre : Boniface de Montferrat, marquis de Montferrat et roi de Thessalonique. Il est aussi l’un des chefs de la quatrième croisade.
- 13 septembre : Nivelon de Quierzy, évêque de Soissons et croisé.
- 25 octobre : Cyprien, évêque de Wrocław.
- 3 novembre, archevêque de Hambourg-Brême.
- 16 décembre : Gautier de Coutances, vice-chancelier puis justiciar d'Angleterre, il est également un diplomate qui participe aux négociations du traité du Goulet. Il devient évêque de Lincoln puis archevêque de Rouen.
- 30 décembre : Diego d’Osma, évêque d'Osma (Espagne).

- Bertrand II de Forcalquier, comte de Forcalquier.
- Cyprien, évêque de Wrocław.
- David Soslan de Géorgie, prince alain et un roi consort de Géorgie.
- Denise de Déols, héritière de la famille de Déols, qui détenait la seigneurie de Châteauroux.
- Otton Ier de Gueldre, comte de Gueldre et de Zutphen.
- Guillaume II de Juliers, comte de Juliers.
- Guillaume II d'Uzès, trente-troisième évêque connu de Nîmes.
- Han Tuozhou, politicien chinois de la dynastie des Song du sud et ministre de l'empereur Song Ningzong.
- Rainier de Ponza, moine cistercien et un théologien catholique.
- Xin Qiji, écrivain chinois.

## Crédit d'auteurs
- Cet article est partiellement ou en totalité issu de l'article intitulé « 1207 » (voir la liste des auteurs).